# Columnata

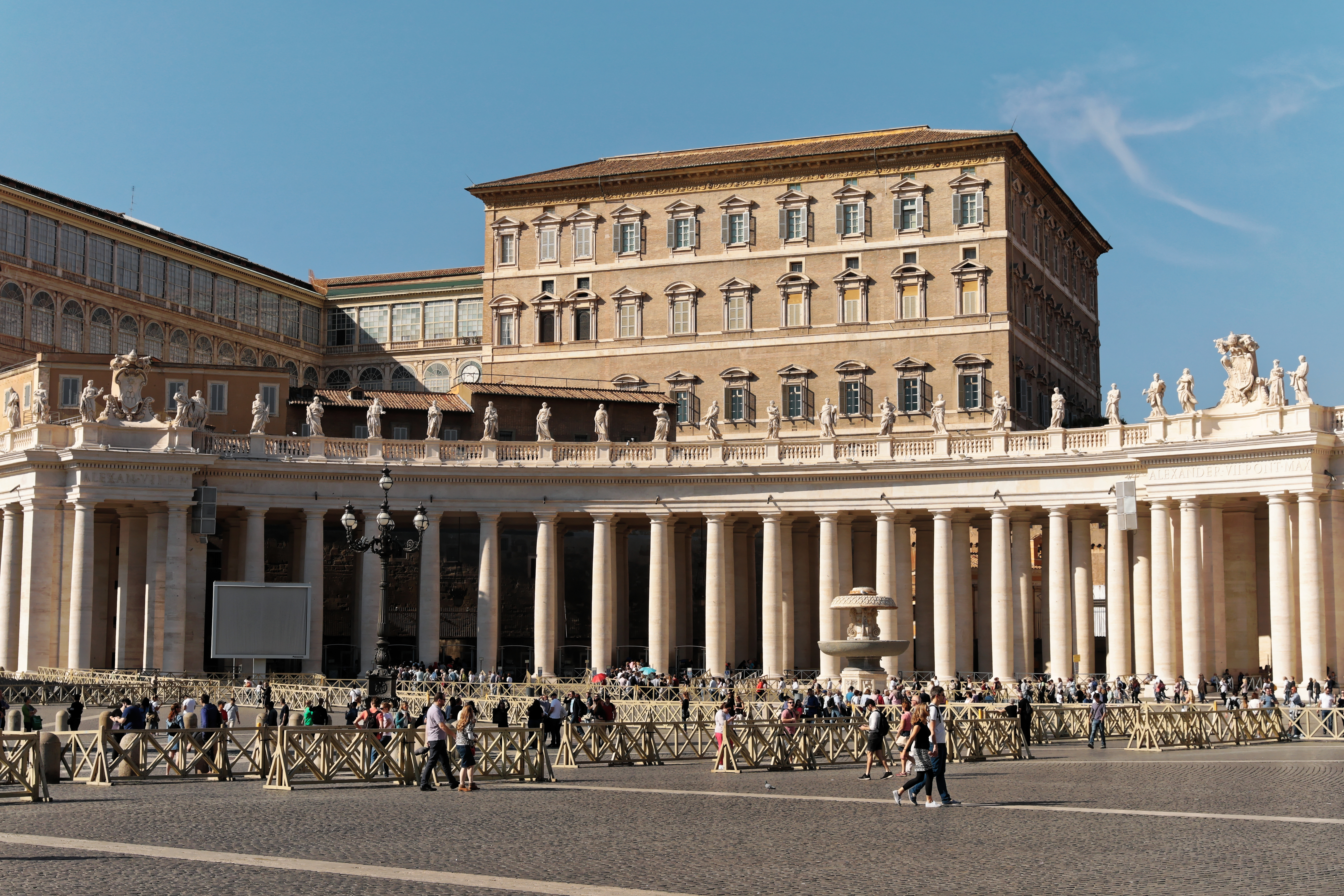
La imponente columnata de Bernini en la plaza de San Pedro en Roma.

Una columnata es un conjunto de columnas vinculadas por un arquitrabe común; en esta serie de columnas, sus elementos suelen estar alineados o dispuestos en intervalos regulares. En ocasiones constituye un elemento autónomo, como la famosa columnata que Gian Lorenzo Bernini diseñó frente a la basílica de San Pedro de la Ciudad del Vaticano, conformando una gran plaza de planta elíptica. Son características de la arquitectura clásica.
Esta forma en particular responde a la necesidad de crear un espacio visualmente cerrado pero materialmente abierto que pueda llenarse y desalojarse eficazmente. Cuando el observador camina por la plaza el propio espesor de las columnas superpuestas entre sí le da a entender que es un espacio cerrado. Sin embargo si el observador se sitúa en una de las dos fuentes, la percepción cambia por completo ya que estas coinciden con los focos de la elipse y desde este punto puede verse el exterior de la plaza a través de las columnas, que ya no se superponen entre sí.
Cuando una columnata se encuentra delante de un edificio protegiendo la puerta, se llama pórtico, mientras que si cierra un espacio abierto se denomina peristilo.

## Galería

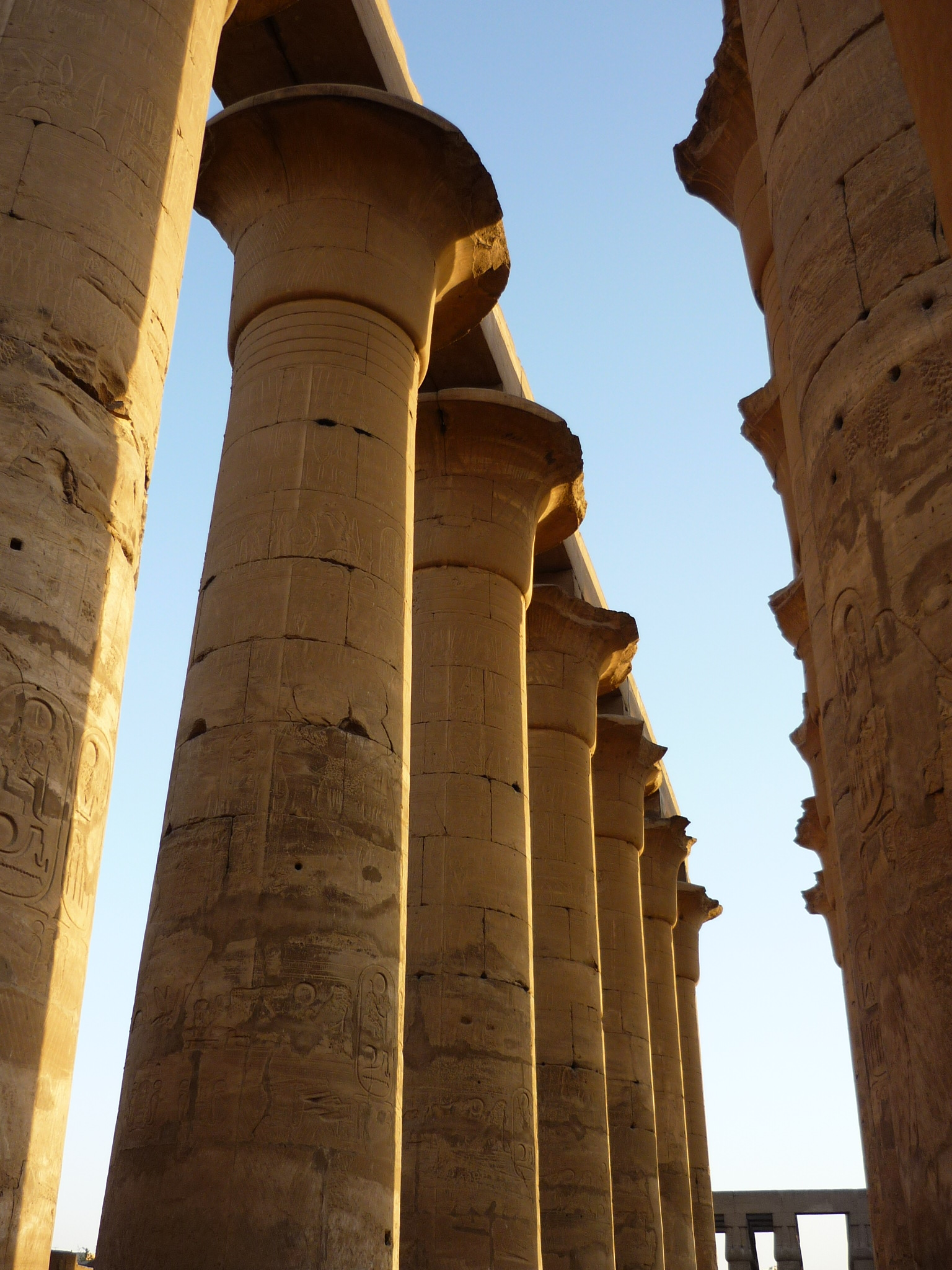
Columnata en el templo de Luxor en Egipto
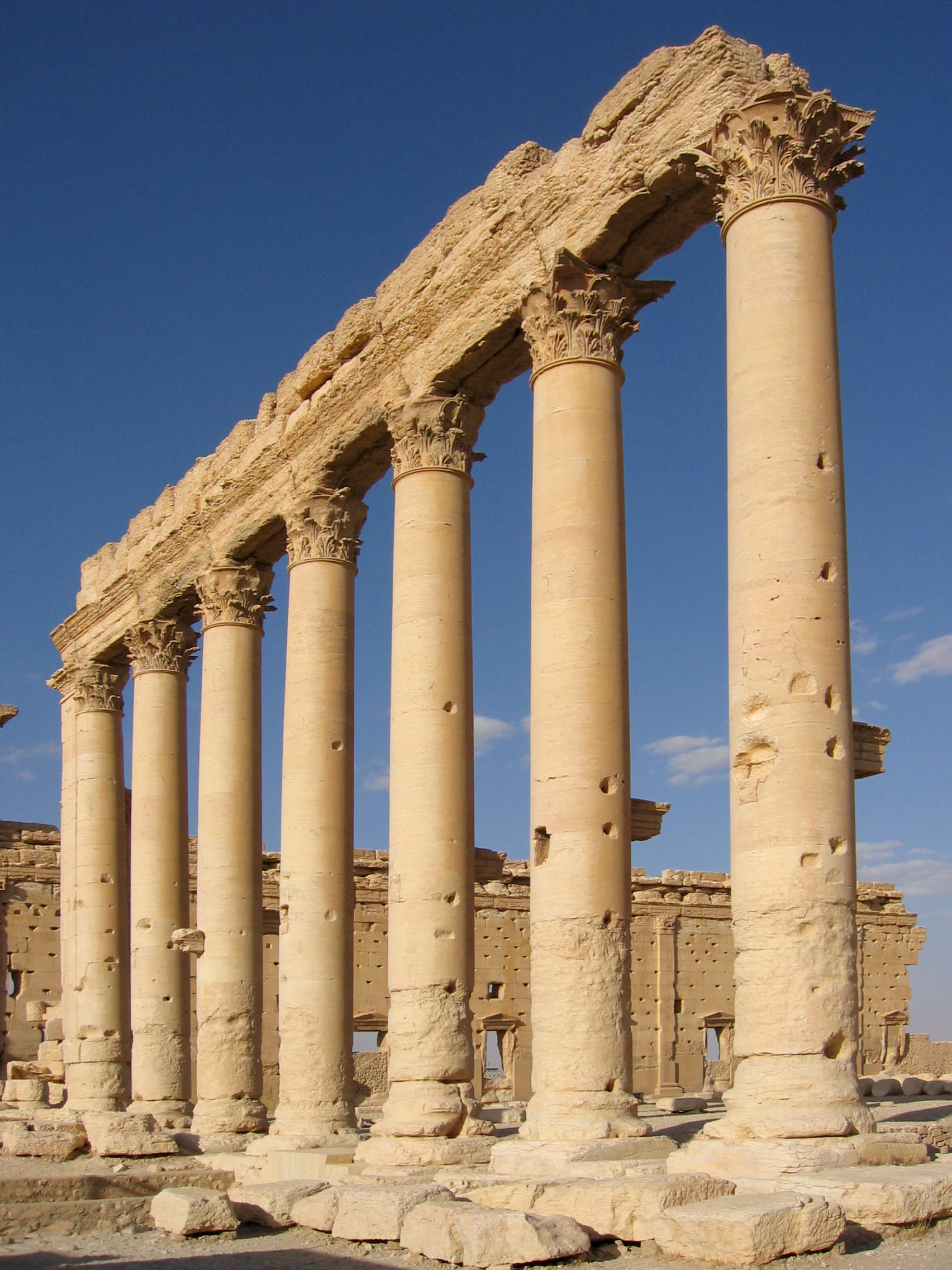
Columnata del templo de Bel en Palmira
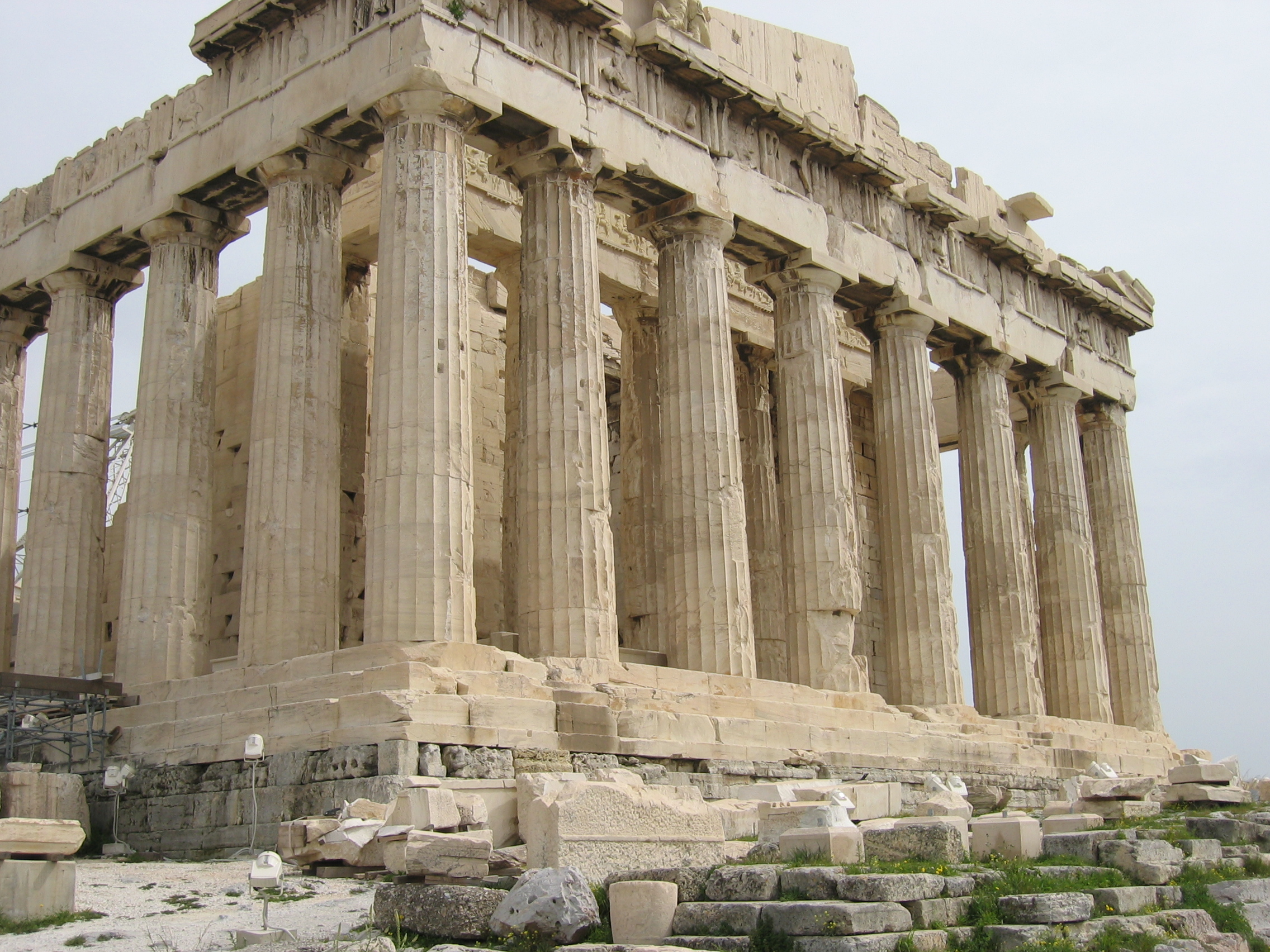
Fachadas oeste y norte del Partenón en Atenas
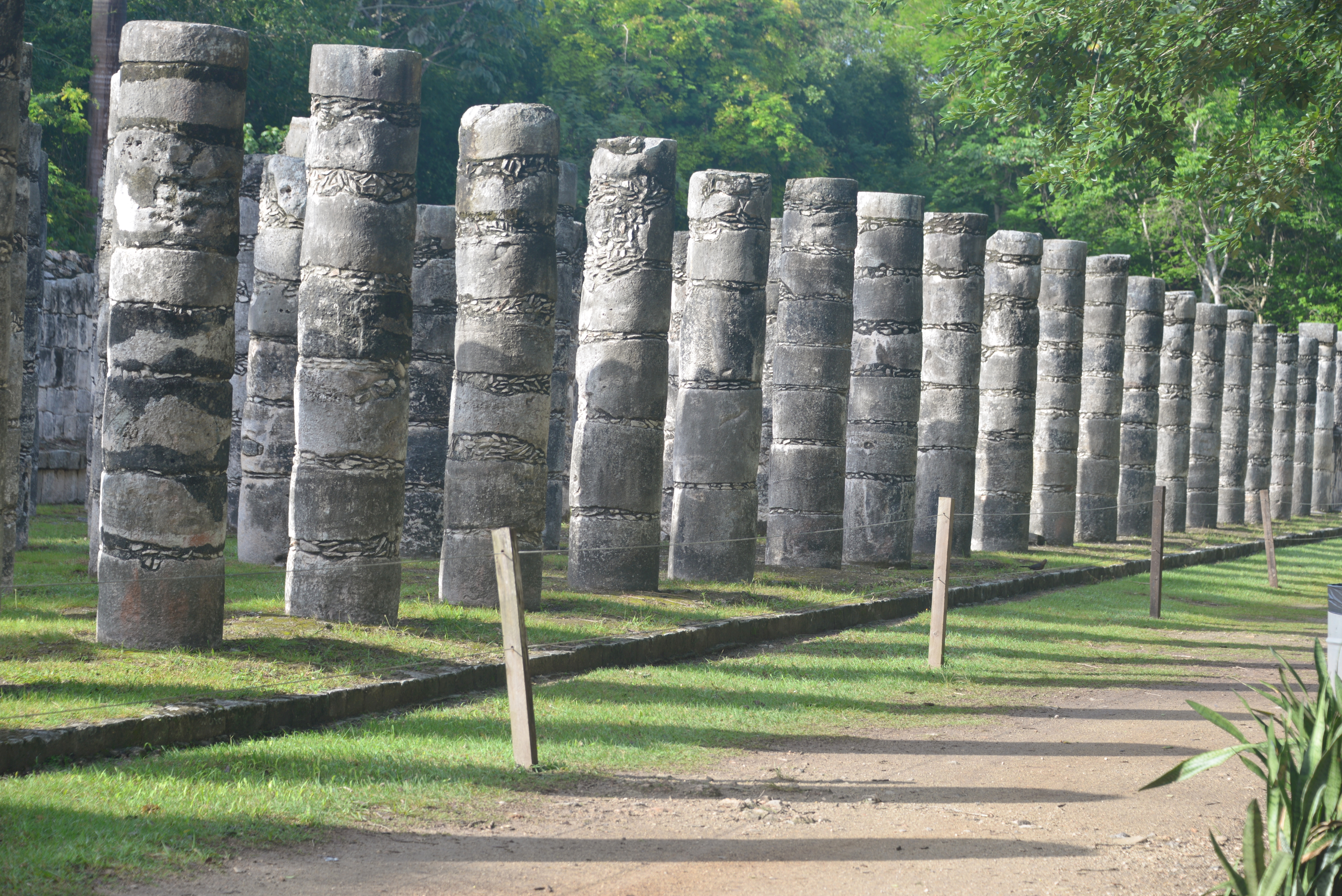
Grupo de las Mil Columnas en Chichén Itzá
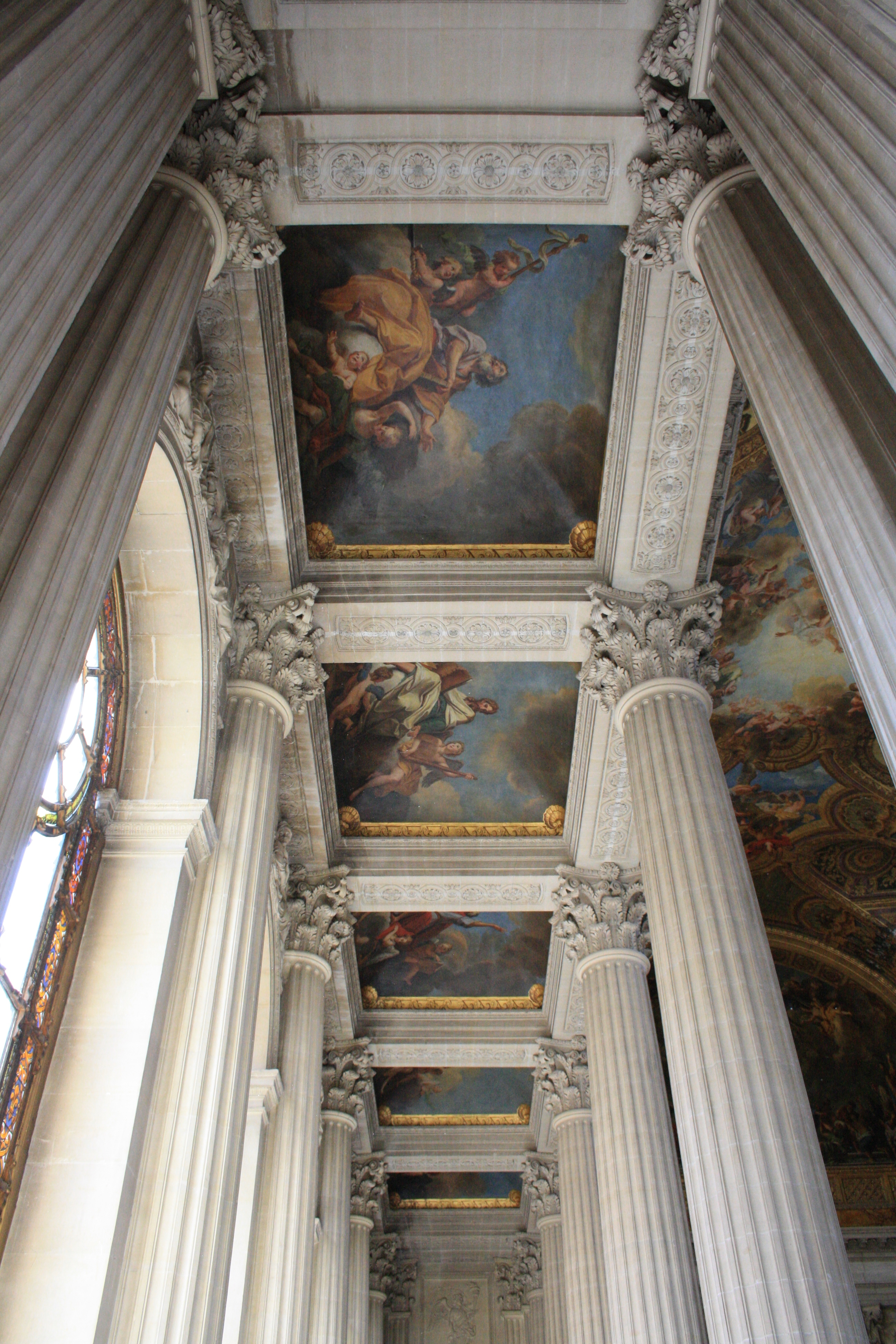
Capilla real del palacio de Versalles
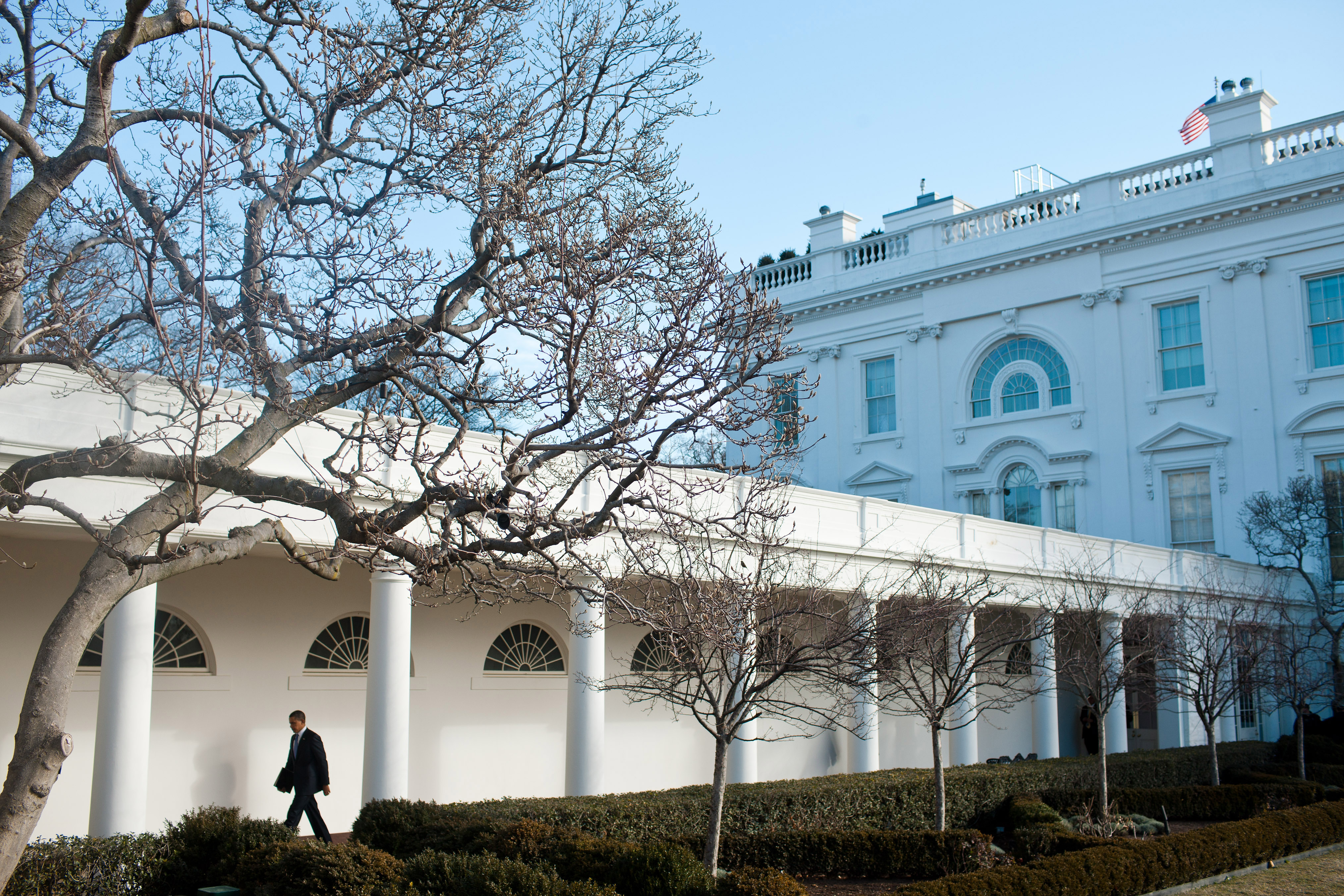
Columnata oeste en la Casa Blanca